# Wolfgang Gronen
Wolfgang Gronen (* 20. Juli 1916 in Erkelenz; † 29. Dezember 1995 in Bad Ems) war ein deutscher Journalist, Radsportfunktionär, Radrennfahrer und Sammler.

## Laufbahn als Radsportfunktionär
Wolfgang Gronen wuchs in Aachen auf und machte dort eine Lehre als Feinmechaniker. Als Mitglied des RSC Zugvogel Aachen 1909 fuhr er ab 1931 Rennen. Arbeitsdienst, Militärdienst und Kriegsgefangenschaft verhinderten jedoch die von ihm angestrebte eigene Karriere als Radrennfahrer. Ab 1950 betreute und managte er unter anderen die Rekordfahrer Karl-Heinz Kramer und José Meiffret sowie den US-amerikanischen Steher Walter Summers.
Von 1950 bis 1967 war Gronen Sportlicher Leiter eines Radsport-Teams, das von der Hagener Kettenfabrik Ruberg & Renner unterstützt wurde. Unter seinen Fittichen hatte er so prominente Sportler wie Hennes Junkermann, Karl-Heinz Kunde, Werner Potzernheim, Jan Pronk, Wilfried Peffgen und Adolph Verschueren. Nach dem Ende des „Ruberg-Teams“ war Gronen bei der Firma Batavus tätig.
Über viele Jahre lang vertrat Gronen die Interessen der Manager und Betreuer im Deutschen Berufsrennfahrer-Verband (BRV), seit der Gründung 1948 war er Vorstandsmitglied, später wurde er Ehrenpräsident des Verbandes. Auch war er als Journalist und Sprecher bei Radrennen tätig und organisierte Radsport-Veranstaltungen wie Deutsche Berg- und Kriteriumsmeisterschaften. 1967 war er Assistent des deutschen Teamleiters für die Tour de France, Hans Preiskeit. Die deutsche Mannschaft, die aus zehn Fahrern bestand, darunter Kunde, Rolf Wolfshohl, Junkermann und Wilfried Peffgen, landete auf hinteren Plätzen.

## Gründer der Liegerad-Szene
Ab Ende der 1970er Jahre wandte sich Wolfgang Gronen der Entwicklung von vollverschalten Renn-Liegerädern zu und gründete das „Vector-Team“. Er entwickelte den „Vector“, ein amerikanisches Renn-Liegerad, weiter, mit dem der deutsche Radsportler Gerhard Scheller 1986 deutscher sowie Europameister wurde und auch an Weltmeisterschaften in Kanada teilnahm. Der „Vector“ wurde auch von Francesco Moser getestet. Gronen war einer der Mitbegründer des Vereins Human Powered Vehicles – Deutschland sowie im Vorstand der International Human Powered Vehicle Association.

## Radsport-Sammlung
Zeit seines Lebens sammelte Gronen Bücher, Dokumente, Fotos, Briefmarken und Kunstwerke zum Thema Radsport sowie Räder, Trikots und weitere Devotionalien. Sein „Internationales Rad- und Flugsportarchiv Wolfgang Gronen“ galt seinerzeit als eine der größten Radsport-Sammlungen der Welt. 1979 verkaufte Gronen den Bibliotheksteil seiner Sammlung – Bücher, Fotos, Dokumente und Zeitschriften – an die Deutsche Sporthochschule Köln, in deren Archiv er von 1973 bis 1978 gearbeitet hatte.

## Journalist und Autor
Als grundlegendes Werk in Sachen Radsportgeschichte gilt Gronens 1978 erschienenes Buch Geschichte des Fahrrades und des Radsport, das er mit dem Münchener Walter Lemke verfasste. Gemeinsam mit Fredy Budzinski unterstützte er Carl Diem bei dessen Ausarbeitung des radsportlichen Teils des Buches „Weltgeschichte des Sports“. In seiner Eigenschaft als Radsportexperte nahm Gronen an zahlreichen Fernsehsendungen teil, so etwa 1982 bei der Quizsendung „Der Große Preis“ und 1983 im „WWF-Club“. 1985 strahlte die ARD eine Dokumentation über Freiherrn von Drais aus, an der Gronen mitgearbeitet hatte, und 1990 wurde er für den Film „Auf der Suche nach Albert Richter – Radrennfahrer“ interviewt. Zudem war er freier Mitarbeiter bei zahlreichen Fachzeitschriften, darunter bei der Radsport, der englischen Cycling und der US-amerikanischen Bicycling.
Wolfgang Gronen starb am 29. Dezember 1995 nach langer Krankheit im Klinikum von Bad Ems.

## Ehrungen
1985 wurde Gronen mit dem Bundesverdienstkreuz am Bande ausgezeichnet; im Jahr darauf wurde er von der Deutschen Sporthochschule Köln mit einer Medaille geehrt.

## Werke
- Wolfgang Gronen, Walter Lemke: Geschichte des Fahrrades und des Radsports: Geschichte des Radsports. Fuchs-Druck und Verlag, Hausham 1987.